# Christian Cappis
Christian Cappis, né le 13 août 1999 à Katy au Texas aux États-Unis, est un joueur américain de soccer. Il joue au poste de milieu central au FC Dallas.

## Biographie

### En club
Né à Katy au Texas aux États-Unis, Christian Cappis passe notamment par le FC Dallas, sans pour autant jouer avec l'équipe première du club.
En novembre 2018, alors que Cappis est sans contrat, il s'engage avec l'Hobro IK, au Danemark, club où il effectue un essai d'un mois avant de signer. Il commence sa carrière professionnelle avec ce club, jouant son premier match le 6 novembre 2018, lors d'une rencontre de coupe du Danemark face à l'Odense BK. Titulaire, il se fait remarquer en délivrant une passe décisive pour Sebastian Grønning, mais son équipe s'incline par quatre buts à deux. Il joue son premier match de Superligaen le 10 février 2019, face à l'AC Horsens. Il entre en jeu à la place de Martin Mikkelsen (en), et les deux équipes se neutralisent (0-0).
Le 7 février 2021, est annoncé le transfert de Christian Cappis au Brøndby IF. Le joueur arrive en juillet 2021 pour un contrat de quatre ans,. Il joue son premier match sous ses nouvelles couleurs le 18 juillet 2021 contre l'AGF Aarhus, lors de la première journée de la saison 2021-2022 de Superliga. Il entre en jeu à la place de Rezan Corlu et les deux équipes se neutralisent (1-1).
Le 1er septembre 2023, Christian Cappis est prêté jusqu'à la fin de la saison au Molde FK.

### En sélection nationale
Christian Cappis compte quatre matchs avec l'équipe des États-Unis des moins de 20 ans, sélection avec laquelle il marque deux buts, le premier contre la France, le 22 mars 2019 (2-2) et le second trois jours plus tard face au Japon (victoire 2-1 des États-Unis). 
En janvier 2020, Christian Cappis est convoqué pour la première fois avec l'équipe nationale des États-Unis.